# 2. deild Wysp Owczych (2016)
W roku 2016 odbyła się 23. edycja 2. deild Wysp Owczych – trzeciej ligi piłki nożnej Wysp Owczych. W rozgrywkach bierze udział 10 klubów z całego archipelagu. Drużyny z pierwszego i drugiego miejsca uzyskały prawo gry w 1. deild - drugim poziomie ligowym na archipelagu, a dwie ostatnie spadły do 3. deild.

## Uczestnicy
| Uczestnicy 2. deild Wysp Owczych 2015                                                                         | Uczestnicy 2. deild Wysp Owczych 2015 | Uczestnicy 2. deild Wysp Owczych 2015 | Uczestnicy 2. deild Wysp Owczych 2015 |
| --- | ------------------------------------- | ------------------------------------- | ------------------------------------- |
| KÍ III | KÍ III Klaksvík                       | 3                                     |                                       |
| TB II | TB II Tvøroyri                        | 4                                     |                                       |
| Royn | Royn Hvalba                           | 5                                     |                                       |
| ÍF II | ÍF II Fuglafjørður                    | 7                                     |                                       |
| B68 II | B68 II Toftir                         | 8                                     |                                       |
| EBSII | EB/Streymur II                        | 9                                     |                                       |
| Spadek z 1. deild Wysp Owczych 2015                                                                           |                                       |                                       |                                       |
| B36II | B36 II Tórshavn                       | 9                                     |                                       |
| MB | MB Miðvágur                           | 10                                    |                                       |
| Awans z 3. deild Wysp Owczych 2015                                                                            |                                       |                                       |                                       |
| 07II | 07 II Vestur                          | 1                                     |                                       |
| SKÁII | Skála ÍF II                           | 2                                     |                                       |
| Oznaczenia: - kolumna pierwsza – skróty nazw drużyn, - kolumna trzecia – miejsce zajęte w poprzednim sezonie. |                                       |                                       |                                       |

## Tabela ligowa
| Lp. | Drużyna                | M  | Z  | R | P  | Bramki | Bramki | Różn. | Pkt | Uwagi              |
| --- | ---------------------- | -- | -- | - | -- | ------ | ------ | ----- | --- | ------------------ |
| 1   | B36 II Tórshavn (A)    | 18 | 16 | 1 | 1  | 74     | 19     | +55   | 49  | Awans do 1. deild  |
| 2   | ÍF II Fuglafjørður (A) | 18 | 12 | 1 | 5  | 66     | 37     | +29   | 37  | Awans do 1. deild  |
| 3   | Skála ÍF II            | 18 | 10 | 1 | 7  | 38     | 34     | +4    | 31  |                    |
| 4   | EB/Streymur II         | 18 | 8  | 1 | 9  | 60     | 48     | +12   | 25  |                    |
| 5   | 07 II Vestur           | 18 | 8  | 1 | 9  | 40     | 36     | +4    | 25  |                    |
| 6   | KÍ III Klaksvík        | 18 | 7  | 4 | 7  | 51     | 48     | +3    | 25  |                    |
| 7   | Royn Hvalba            | 18 | 7  | 2 | 9  | 33     | 34     | −1    | 23  |                    |
| 8   | B68 II Toftir          | 18 | 6  | 4 | 8  | 52     | 52     | 0     | 22  |                    |
| 9   | TB II Tvøroyri (S)     | 18 | 7  | 1 | 10 | 53     | 57     | −4    | 22  | Spadek do 3. deild |
| 10  | MB Miðvágur (S)        | 18 | 1  | 0 | 17 | 14     | 116    | −102  | 3   | Spadek do 3. deild |